# تشارلز إدوارد مونتاج
تشارلز إدوارد مونتاج، (1 يناير 1867 - 28 مايو 1928) صحفي إنجليزي معروف بكتابته العديد من الروايات والمقالات.

## السيرة الذاتية

### النشأة والتعليم
ولد مونتاج وترعرع في لندن، ابنا لكاهن أيرلندي كاثوليكي ترك منصبه ليتزوج. تلقى تعليمه في مدرسة مدينة لندن وكلية باليول بجامعة اوكسفورد. حصل على درجة البكالوريوس الأولى في الاعتدال الكلاسيكي (عام 1887) والثانية في الأدب الإنساني (عام 1889).
في عام 1890، تم اكتشافه من قبل سي بي سكوت وانتقل إلى جريدة الجارديان مانشيستر حيث أصبح كاتبا ورائدا معروفا. في الفترة ما بين عام 1895- 1906، بينما كان محررا فعليا للصحيفة، تزوج من ابنة سكوت مادلين في عام 1898. أثناء العمل في الصحيفة، أصبح مونتاج مؤيدًا لحكم القاعدة في أيرلندا.
كان مونتاج ضد الحرب العالمية الأولى قبل بدايتها، ولكن بمجرد أن بدأت أعلن أن من الصواب دعمها على أمل التوصل إلى حل سريع. في عام 1914، كان مونتاج في السابعة والأربعين من عمره وبذلك فقد تجاوز سن التجنيد، لكنه صبغ شعره الأبيض باللون الأسود ليتمكن من خداع الجيش لقبوله. صرح ه. و. نيفينسون في وقت لاحق، أن «مونتاج هو الرجل الوحيد الذي أعرفه والذي تحول شعره الأبيض في ليلة واحدة إلى الظلام من خلال الشجاعة».
بدأ خدمته العسكرية في رتبة ملازم أول، ترقى بعد ذلك إلى ملازم ثم كابتن مخابرات في عام 1915.
في وقت لاحق من الحرب، أصبح مرافق مسلح لكبار الشخصيات التي تزور ساحة المعركة. اصطحب خلالها شخصيات مثل هـ. ج. ويلز وبرنارد شو. بعد نهاية الحرب العالمية الأولى، كتب بأسلوب قوي ضد الحرب. لقد كتب أن «الحرب ليست غاضبة مثل غير المقاتل». كان خيبة الأمل (1922)، وهي مجموعة من المقالات الصحفية حول الحرب، واحدة من أولى الأعمال النثرية التي انتقدت بشدة الطريقة التي خاضت بها الحرب، ويعتبرها البعض بمثابة نص محوري في تطور الأدب حول الحرب العالمية الأولى.
عاد إلى جريدة الجارديان في مانشستر، لكنه شعر أن دوره كان يتناقص مع مرور السنين. تقاعد أخيرًا في عام 1925، واستقر ليصبح كاتبًا متفرغًا في السنوات الأخيرة من حياته. توفي عام 1928 عن عمر يناهز 61 عامًا.
مونتاج هو والد إيفلين أوبري مونتاج، الرياضي الأولمبي والصحفي الذي ظهر في فيلم عربة النار عام 1981.

## تصوير وسائل الإعلام
ذكر تشارلز إدوارد مونتاج في فيلم 14 مزكرة عن الحرب العظمى ويلعب دورة الممثل ديفيد أكتون.

## الأعمال
- القيم الدرامية (1911)، مراجعات
- حرب الصباح (1913)، رواية
- خيبة الأمل (1922)، مقالات [أفكار عن الحرب العالمية الأولى]
- الجسيمات النارية (1923)، قصص قصيرة
- المكان الصحيح (1924)، كتابة السفر
- العدل الخام (1926)، رواية
- مباشرة قبالة الخريطة (1927)، رواية الخيال العلمي
- حركة (1928)، قصص قصيرة
- ملاحظات كاتب عن تجارته (1930)
- «اثنان أو ثلاثة شهود»، قصة قصيرة

## وصلات خارجية
- تشارلز إدوارد مونتاج على موقع الموسوعة البريطانية (الإنجليزية)
- أعمال كتبت عن أو بواسطة تشارلز إدوارد مونتاج- على ويكي مصدر.
- أوراق تشارلز إدوارد مونتاج- مكتبة جون رايلندز- مانشيستر.